# Neolophonotus antidasophrys
Neolophonotus antidasophrys là một loài ruồi trong họ Asilidae. Neolophonotus antidasophrys được Londt miêu tả năm 1986. Loài này phân bố ở vùng nhiệt đới châu Phi.